# MV Solo
Le MV Solo était un navire de Greenpeace de 1990 à 1995, construit à l'origine en 1977 comme un remorqueur océanique appelé Smit Houston. Greenpeace a adapté le navire avec un héliport ainsi que des installations vétérinaires et un laboratoire. 
En 1992, le MV Solo a participé aux manifestations de Greenpeace contre l'usine de Sellafield de retraitement nucléaire, située en Cumbria, en Angleterre. Le navire a effectué un "raid" publicitaire au cours duquel les membres du groupe de rock irlandais U2 sont arrivés sur la plage en contrebas de l'usine avec des canots pneumatiques. Ali Hewson, épouse de Bono et activiste anti-nucléaire était à bord du MV Solo lors de l’opération.
En 1995, le bateau a été affrété par une entreprise travaillant avec le ministère néerlandais des transports, des travaux publics et de la gestion de l'eau pour être utilisé comme navire de sauvetage. Il a alors été renommé ETV Waker. Le 7 septembre 2009, un incendie s’est déclaré dans la salle des machines et a si gravement endommagé le navire qu'il a dû être démoli.